# Anyphaenoides brescoviti
Anyphaenoides brescoviti is een spinnensoort in de taxonomische indeling van de buisspinnen (Anyphaenidae).
Het dier behoort tot het geslacht Anyphaenoides. De wetenschappelijke naam van de soort werd voor het eerst geldig gepubliceerd in 1995 door Léon Baert.